# Almási Mihály (baptista lelkész)
Almási Mihály (Kiskunhalas, 1945. február 8. –) magyar baptista lelkipásztor, teológus, a Szent Korona hazahozatalának egyik előkészítője.
Kecskeméten érettségizett. 1969-ben nyert lelkészi diplomát a Baptista Teológiai Akadémián Budapesten. 1976-ban diplomázott Debrecenben a Református Teológiai Akadémián. Ugyanitt 1981-ben teológiai, 1998-ban filozófiai doktori címet szerzett. Tanulmányokat folytatott Svájcban és Amerikában. Az 1984-1985-ös akadémiai évben, mint vendégkutató (Visiting Scholar) dolgozott az Egyesült Államokban (Southern Baptist Theological Seminary, Louisville, Kentucky) – miközben (1982-1986) Cleveland Ohio-ban, lelkipásztori szolgálata mellett, folyóiratot szerkesztett, könyvkiadót alapított és teológiát tanított.
1968 óta gyakorló lelkipásztor. 1981-től tanszékvezető tanár a Baptista Teológiai Akadémián Budapesten.
Almási Mihály 1996-2000-ig a Magyarországi Baptista Egyház elnöke, a Magyarországi Egyházak Ökumenikus Tanácsa és a Magyar Bibliatanács alelnöke valamint 1999-2000-ig a Magyar Baptisták Világszövetségének elnöke volt.
Első könyve 1976-ban jelent meg. Ezt eddig további 16 követte, 13 Magyarországon, 4 Amerikában, meg tucatnyi általa szerkesztett ill. kiadott kötet. Publikációi zömmel teológiai szakmunkák, de írt és szerkesztett missziótörténeti és egyháztörténeti könyveket – sőt énekes és gyermek evangélizációs füzeteket is -, Magyarországon épp úgy, mint Amerikában.
Alapító elnöke a „Napsugár” Gyermekmentő Alapítványnak, a Baptista Szeretetszolgálat korábbi alelnöke. A Jó Pásztor Alapítvány alapítója és kurátora, a Jó Pásztor folyóirat kiadója és felelős szerkesztője 2004-től.
Lelkipásztor családból származik. Apai nagyapja fiatalemberként Kornya Mihály egyik segítője volt Erdélyben, anyai dédapja pedig a Kiskunhalasi Gyülekezet egyik vezetője. Édesapja Orgoványon, Dömsödön, Békéscsabán és Szigetszentmiklóson volt lelkipásztor.
Lelkipásztori szolgálatot végzett a Noszvaji Körzetben (Eger, Noszvaj, Szomolya, Bükkzsérc, Tard, Felsőtárkány), Cleveland Ohioban, Szigetszentmiklóson, Pesterzsébeten és Dömsödön.
A Jó Pásztor Alapítvány létrehozója. Amerikában – vendégkutató státusa mellett – négy évig volt lelkipásztor. Az 1970-es évek második felétől Haraszti Sándor, Billy Graham és Jimmy Carter mellett tevékeny szerepe volt a Szent Korona hazahozatalának előkészítésében. 1998-ban ő utazott a köztársasági elnökkel Washingtonba és Atlantába a koronával kapcsolatos jubileumi ünnepségekre, Jimmy Carter személyes meghívására. Cartert egyébként 1996-ban ő látta vendégül Magyarországon. A volt amerikai elnök ekkor Vácott házakat épített szegény családoknak. Carter maga is baptista igehirdető, és magyar kollégája kérésére jött el templomot avatni és prédikálni Szigetszentmiklósra. További információk találhatók Dr. Almási Mihály honlapján.

## Főbb művei
- És továbbment az ő útján örömmel; Szabadegyházak Tanácsa, Bp., 1976
- "Bizonyos vagyok benne!"; Magyarországi Szabadegyházak Tanácsa, Bp., 1980
- Jubileumi emlékkönyv. A Cleveland Ohio-i Magyar Baptista Misszió 85 éves története; Bethánia Magyar Baptista Gyülekezet, Cleveland, 1984
- Jézus Krisztus, a gyülekezet ura. Theológiai tanulmány; Amerikai Magyar Baptisták Konferenciája–Amerikai Magyar Baptista Theológiai Szeminárium, Cleveland, 1985
- A szeretetről és a tisztátalanságról – a Biblia fényében; Amerikai Magyar Baptisták Konferenciája–Amerikai Magyar Baptista Theológiai Szeminárium, Cleveland, 1985
- Az úrvacsora – mint szolgálat; Magyarországi Baptista Egyház, Bp., 1995 (Teológiai kiskönyvtár)
- Theologia popularis brevis; Sunshine Publishing House, Bp., 1998
- Ő a feje az egyháznak; Sunshine Publishing House, Bp., 2000
- Ezredfordulók. Tanulmányok három ezredforduló kapcsán Jézus Krisztusról, Szent Istvánról, a baptistákról és napjaink eseményeiről; KIT, Bp., 2001
- A keresztség. "...és továbbment az ő útján örömmel"; KIT Képzőművészeti, Bp., 2001
- Kegyelem minden. Önéletrajzi írások, magyarság- és családtörténeti jegyzetek, egyház- és missziótörténeti adalékok; Jó Pásztor Alapítvány, Bp., 2005
- A nagy kaland; ford. Gerzsenyi László; Jó Pásztor Alapítvány, Bp., 2006
- Teológiai irányzatok formálódása a baptista misszióban. 1. Kompendium kommentárokkal. Segédanyag a baptista teológia iránt érdeklődő olvasóknak; Jó Pásztor Alapítvány, Dömsöd, 2019
- A gyülekezeti (egyházi) struktúrák változásai baptista viszonylatban. Kompendium. 1. Ősi közösségi struktúrák; Jó Pásztor Alapítvány, Dömsöd, 2020

## Díjai
- A Magyar Érdemrend tisztikeresztje (2018)